# 长阳站 (湖北省)
长阳站，位于中华人民共和国湖北省宜昌市长阳土家族自治县贺家坪镇三友坪村，是沪汉蓉快速客运通道宜万铁路段上的火车站，于2012年10月18日启用营运，由武汉铁路局管辖。

## 車站周邊
- 沪渝高速公路

## 歷史
- 2012年10月18日通车启用，每日有4趟客车停靠该站，长阳到宜昌最快38分钟。4趟客车分别为：宜昌东至利川4811次，武昌至利川K8089次，利川至宜昌东4814次，利川至武汉T6718次。
- 客运业务已于2017年12月28日停办。

## 外部連結
- 中国铁路客户服务中心 （页面存档备份，存于）